# Afrarchaea royalensis
Espèce
Afrarchaea royalensis est une espèce d'araignées aranéomorphes de la famille des Archaeidae.

## Distribution
Cette espèce est endémique du KwaZulu-Natal en Afrique du Sud,.

## Étymologie
Son nom d'espèce, composé de royal et du suffixe latin -ensis, « qui vit dans, qui habite », lui a été donné en référence au lieu de sa découverte, le parc national Royal Natal.

## Publication originale
- Lotz, 2006 : Afrotropical Archaeidae: 3. The female of Eriauchenius cornutus and new species of Afrarchaea (Arachnida: Araneae) from South Africa. Navorsinge van die Nasionale Museum Bloemfontein, vol. 22, p. 113-126.